# ترس اسوندسن
ترز وندسن (به انگلیسی: Therese Svendsen) (زادهٔ ۱۳ مارس ۱۹۸۹) شناگر اهل سوئد است.